# 918
918（九百十八、九一八、きゅうひゃくじゅうはち）は、自然数また整数において、917の次で919の前の数である。

## 性質
- 918は合成数であり、約数は1, 2, 3, 6, 9, 17, 18, 27, 34, 51, 54, 102, 153, 306, 459, 918である。
  - 約数の和は2160。
  - 224番目の過剰数である。1つ前は912、次は920。
- 204番目のハーシャッド数である。1つ前は915、次は935。
  - 18を基とする21番目のハーシャッド数である。1つ前は882、次は936。
- 918 = 2 × 33 × 17
  - 3つの異なる素因数の積で p 3 × q × r の形で表せる23番目の数である。1つ前は888、次は920。(オンライン整数列大辞典の数列 A189975)
- 918 = 457 + 461
  - 連続する2つの素数の和で表せる数である。1つ前は906、次は924。
- 各位の和が18になる47番目の数である。1つ前は909、次は927。

## その他 918 に関連すること
- 西暦918年
- 紀元前918年
- 柳条湖事件は、1931年（昭和6年）9月18日に発生した事から「9・18事件」も言われている。
- また、ゲームアプリ『THE IDOLM@STER 2』においても、「9.18事件」と呼ばれる事件が発生している。
- 9x18mmマカロフ弾
- ポルシェ・918